# Apospasta synclera
Apospasta synclera är en fjärilsart som beskrevs av Fletcher 1961. Apospasta synclera ingår i släktet Apospasta och familjen nattflyn. Inga underarter finns listade i Catalogue of Life.